# Graticladus apiatus

Graticladus apiatus  (лат.) — ископаемый вид насекомых из семейства Ischnoneuridae (Hypoperlida). Пермский период (Чекарда, около 280 млн лет) Европа, Пермский край. Длина переднего крыла 25 мм; общая длина тела предположительно была от 45 до 55 мм. Вместе с видом Graticladus severus Novokshonov and Aristov, 2004 из Архангельской области (от которого отличается особенностями жилкования крыльев) образует род Graticladus Novokshonov and Aristov, 2004. Вид был впервые описан в 2015 году российскими палеоэнтомологами Д. С. Аристовым и А. П. Расницыным (Палеонтологический институт РАН, Москва) по ископаемым отпечаткам.